# Karl Christian von Berckheim

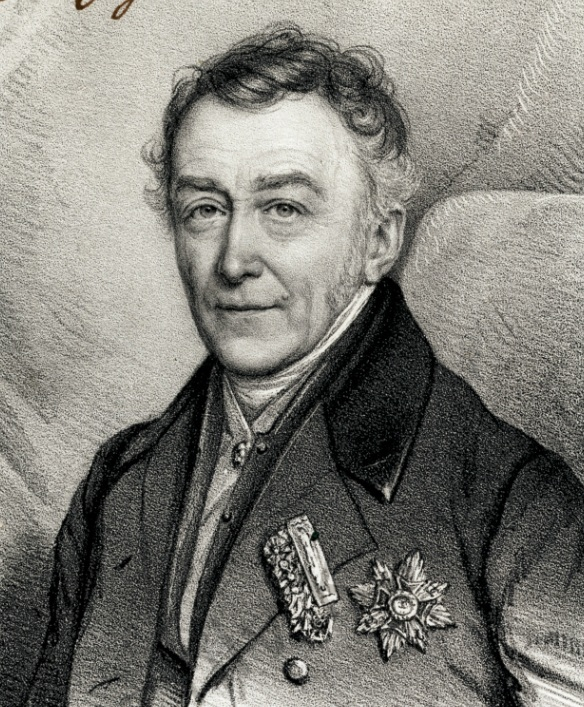
Karl Christian von Berckheim auf einer Zeichnung aus dem Jahre 1846

Karl Christian von Berckheim (* 12. August 1774 in Lörrach; † 1. März 1849 in Karlsruhe) war ein badischer Staatsmann und Minister.

## Leben
Berckheim stammte aus der jüngeren (katholischen) Linie der Freiherren von Berckheim zu Rappoltsweiler. Er wurde 1774 in Lörrach als Sohn des 1797 verstorbenen Freiherrn Ludwig Karl von Berckheim geboren und befand sich seit 1797 als 23-Jähriger im Dienst des badischen Großherzogs, nachdem er in Freiburg im Breisgau und Erlangen Staatsrecht studiert hatte. 1801 wurde er zum Kammerherrn und 1803 zum Geheimen Hofrat ernannt. Ab 1806 war er Oberhofmeister. 1812 wurde Berckheim in den Staatsrat aufgenommen und besuchte 1813 als Innenminister mit dem Großherzog Karl Ludwig Friedrich (Baden) den Wiener Kongress. Ab 1817 war er als Bundestagsgesandter tätig. Im Jahre 1820 wurde Berckheim vom badischen Großherzog Ludwig I. (Baden) zum Mitglied der Ersten Kammer der Badischen Ständeversammlung ernannt. Am 24. Dezember 1821 wurde er wieder zum Innenminister ernannt. Obwohl er an der badischen Verfassung mitarbeitete, war er ihr nicht wohlgesinnt und setzte sich auch später gegen umfassendere Rechte der Volksvertretung ein. Berckheim galt als konservativ und monarchisch gesinnt und verteidigte die Souveränität Badens.
1828 wurde er zum Großoffizier der französischen Ehrenlegion ernannt und 1831 schließlich pensioniert; er gab am 29. Dezember 1830 unter Großherzog Leopold (Baden) sein Amt als Innenminister an seinen Nachfolger Ludwig Georg Winter ab. Danach war er noch als Großhofmeister tätig.
Berckheim war mit Pauline Luise Sophie geb. Freiin Wurmser von Vendenheim (* 19. April 1780; † 1851) verheiratet und hatte mit ihr zwei Kinder: Rudolph Otto Franz (* 4. März 1805 in Karlsruhe) und Emma Luise Henriette Auguste (* 18. März 1811 in Karlsruhe). Sein Sohn Rudolph Otto Franz wurde später Großherzoglich badenscher Kammerherr und Legationsrat.  seit 1844 war er vermählt mit Balbina, geb. Freiin Neveu von Windschlug (geboren 1810).
1833 kaufte Karl Christian von Berckheim das Schloss Rittersbach in Bühl im Landkreis Rastatt im mittleren Schwarzwald. Ursprünglich war es eine Niederungsburg und diente als Vorposten der Burg Windeck (Bühl). Es gibt weitere Burgen oder Burgruinen des gleichen Namens im Siegerland, in Rheinhessen, im Steigerwald und bei Weinheim die Burg Windeck (Weinheim). Die kaufte sein Verwandter Graf Siegmund Theodor Friedrich von Berckheim (1851–1927), der badische Gesandte am Preußischen Hof in Berlin war.
Ein jüngerer Bruder war Franz Karl von Berckheim (* 2. Mai 1785; † 1836). Er war u. a. russischer Staatsrat und lernte um 1817 in Baden die religiöse Eiferin Juliane von Krüdener kennen und gehörte zeitweise zu ihrer missionierenden Gefolgschaft. Er heiratete ihre Tochter Juliette von Krüdener.
Eine jüngere Schwester war Caroline de Berckheim (* 23. Februar 1788; † 1827). Sie heiratete am 13. März 1810 Baron Maximilien Joseph de Schauenburg zu Hochfelden (* 1784 in Strasbourg; † 1838 in Paris), königlich französischer Maréchal de Camp, Brigadegeneral.
Berckheim wurde am 16. März 1821 zum Ehrenbürger der Stadt Karlsruhe ernannt.

## Werke
- Briefe über den politischen, bürgerlichen und natürlichen Zustand der Schweiz, zum Gebrauche für Reisende. Augsburg, 1797 Digitalisat
- Lettres sur Paris, on correspondance de M. dans les annés 1806 et 1807. Heidelberg, 1809